# Physopyxis lyra
Physopyxis lyra — вид колючих сомів, що зустрічається в басейнах Ессекібо та Амазонки. Поширений у Бразилії, Колумбії, Гаяні та Перу. Цей вид виростає до 3,5 сантиметра (1,4 дюйм) стандартної довжини. Воліє жити серед зануреного органічного сміття.